# John Douglas Deshotel
John Douglas Deshotel (Basile, 6 gennaio 1952) è un vescovo cattolico statunitense, dal 17 febbraio 2016 vescovo di Lafayette.

## Biografia
John Douglas Deshotel è nato a Basile, in Louisiana, il 6 gennaio 1952 ed è il terzo degli otto figli di Welfoot Paul Deshotel e Luna Marie (nata Manual).

### Formazione e ministero sacerdotale
Ha compiuto gli studi ecclesiastici presso il seminario "Santissima Trinità" di Irving e l'Università di Dallas. Ha conseguito il Bachelor of Arts in filosofia e il Master of Divinity.
Il 13 maggio 1978 è stato ordinato presbitero per la diocesi di Dallas da monsignor Maurice Schexnayder, vescovo di Lafayette. In seguito è stato vicario parrocchiale della parrocchia di San Patrizio a Dallas dal 1978 al 1980; notaio e avvocato nel tribunale ecclesiastico diocesano nel 1979; vicario parrocchiale della parrocchia di Sant'Antonio a Longview dal 1980 al 1982; vicario parrocchiale della parrocchia di Santa Elisabetta d'Ungheria a Dallas dal 1982 al 1983; vicario parrocchiale della parrocchia di San Tommaso d'Aquino a Longview dal 1983 al 1988; parroco della parrocchia di San Guglielmo a Greenville dal 1988 al 1992; parroco della parrocchia di San Giovanni Nepomuceno a Ennis dal 1992 al 1995; parroco della parrocchia di San Luca a Irving dal 1995 al 2001; vicario foraneo del V decanato dal 1996 al 2001; vice-rettore del seminario "Santissima Trinità" a Irving dal 2001 al 2005; parroco della parrocchia di Santa Monica e di San Juan Diego a Dallas dal 2006 al 2008; di nuovo vicario foraneo del V decanato dal 2007 al 2008 e vicario generale e moderatore della curia dal 2007. È stato anche membro del consiglio presbiterale dal 1999 al 2004 e dal 2007 e del collegio dei consultori dal 2007, del consiglio per il personale presbiterale, del consiglio diocesano per le finanze, del consiglio episcopale e del comitato diocesano di revisione.

### Ministero episcopale
L'11 marzo 2010 papa Benedetto XVI lo ha nominato vescovo ausiliare di Dallas e titolare di Cova. Ha ricevuto l'ordinazione episcopale il 27 aprile successivo dal vescovo di Dallas Kevin Joseph Farrell, co-consacranti il vescovo emerito della stessa diocesi Charles Victor Grahmann e il vescovo di Shreveport Michael Gerard Duca.
Dal 2011 al 2013 è stato presidente della regione ecclesiastica X.
Nel marzo del 2012 ha compiuto la visita ad limina.
Il 17 febbraio 2016 papa Francesco lo ha nominato vescovo di Lafayette. Ha preso possesso della diocesi il 15 aprile successivo con una cerimonia nella cattedrale di San Giovanni Evangelista a Lafayette.
Nel dicembre del 2019 ha compiuto una seconda visita ad limina.
Oltre all'inglese, conosce il francese e lo spagnolo.

## Genealogia episcopale
La genealogia episcopale è:
- Cardinale Scipione Rebiba
- Cardinale Giulio Antonio Santori
- Cardinale Girolamo Bernerio, O.P.
- Arcivescovo Galeazzo Sanvitale
- Cardinale Ludovico Ludovisi
- Cardinale Luigi Caetani
- Cardinale Ulderico Carpegna
- Cardinale Paluzzo Paluzzi Altieri degli Albertoni
- Papa Benedetto XIII
- Papa Benedetto XIV
- Papa Clemente XIII
- Cardinale Marcantonio Colonna
- Cardinale Giacinto Sigismondo Gerdil, B.
- Cardinale Giulio Maria della Somaglia
- Cardinale Carlo Odescalchi, S.I.
- Cardinale Costantino Patrizi Naro
- Cardinale Lucido Maria Parocchi
- Papa Pio X
- Papa Benedetto XV
- Papa Pio XII
- Cardinale Francis Joseph Spellman
- Cardinale Terence James Cooke
- Cardinale Theodore Edgar McCarrick
- Cardinale Kevin Joseph Farrell
- Vescovo John Douglas Deshotel

## Araldica
| Stemma | Titolare                                   | Descrizione |
|        | John Douglas Deshotel Vescovo di Lafayette | Partito: al primo di rosso alla croce d'oro, bordato vaiato d'azzurro e d'argento; al secondo di verde al pellicano con la sua pietà, al capo interzato in palo: al I d'azzurro alla stella (5) d'argento, al II d'argento, al III di rosso al giglio d'argento. Ornamenti esteriori da vescovo. Motto: "Christus caritas urget me". |